# 东盛街道 (高碑店市)
东盛街道，是中华人民共和国河北省保定市高碑店市下辖的一个乡镇级行政单位。

## 行政区划
东盛街道下辖以下地区：
张八屯村、艾各庄村、冯漫撒村、杜家营村、党家营村、钱家营村、马庄村、龙堂村、龙赵庄村、苏家务村、柳家屯村、温家屯村、高家镇村、李家营村、麻家营村、付家庄村和阎各庄村。